# Еремеефф, Александр
Александр Томас Еремеефф (швед. Alexander Thomas Jeremejeff; 12 октября 1993, Кунгсбакка, Швеция) — шведский футболист, нападающий клуба «Панатинаикос».

## Клубная карьера
Воспитанник клубов «Толо» и «Эргрюте», за который дебютировал в 2011 году. В 2013 году перешёл в «Квидинг». В дебютном сезоне забил 14 мячей и стал вторым бомбардиром Второго дивизиона Швеции. В начале 2014 года перешёл на правах свободного агента в «Хеккен». 4 апреля в матче против «Эльфсборга» дебютировал в Аллсвенскан лиге. 13 июля в поединке против «Эребру» забил свой первый гол за «Хеккен». В 2016 году он помог клубу завоевать Кубок Швеции.
Летом того же года перешёл в «Мальмё». 1 августа в матче против «Эребру» дебютировал за новый клуб. 22 августа в поединке против «Йёнчёпингс Сёдра» Еремеефф забил свой первый гол за «Мальмё». В своём дебютном сезоне выиграл чемпионат, а через год повторил достижение.
В августе 2020 года перешёл на правах аренды в нидерландский «Твенте». Вскоре вернулся в «Хеккен».
В 2022 году мог перейти в «Краснодар», но из-за геополитической обстановки трансфер сорвался.

## Карьера в сборной
8 января 2019 года сыграл свой единственный матч за сборную Швеции в товарищеской игре против Финляндии.

## Достижения

### Командные
«Хеккен»
- Чемпион Швеции: 2022
- Обладатель Кубка Швеции: 2015/16, 2018/19

«Мальмё»
- Чемпион Швеции (2): 2016, 2017

«Панатинаикос»
- Обладатель Кубка Греции: 2023/24

### Индивидуальные
«Хеккен»
- Лучший бомбардир: 2022
- Лучший игрок сезона: 2022[8]
- Лучший нападающий сезона: 2022[8]